# Campeonato Paranaense de Futebol de 2023 - Segunda Divisão
A Segunda Divisão do Campeonato Paranaense de Futebol de 2023 foi a 59ª edição da competição, contando com a participação de 10 clubes. Sua organização foi de competência da Federação Paranaense de Futebol.
Foram disponibilizadas duas vagas à Primeira Divisão de 2024, já os dois clubes que terminaram a primeira fase nas duas últimas posições foram automaticamente rebaixados à Terceira Divisão de 2024.

## Regulamento
Como nas edições anteriores, o Paranaense Segunda Divisão contará com 3 fases:
- Primeira Fase: As equipes se enfrentaram em turno único, em nove rodadas. Os quatro melhores avançam para as semifinais, enquanto os dois últimos colocados descendem para a Terceira Divisão.
- Segunda Fase (Semifinais): O 1º Colocado enfrentará o 4º Colocado (grupo B) e o 2º enfrentará o 3º Colocado (grupo C), respectivamente, em partida de ida e volta, as duas equipes com melhor classificação passarão para a Terceira fase (Final) e conquistarão o acesso à Primeira Divisão de 2024.
- Terceira Fase (Final): Em partida de ida e volta será conhecido o campeão de 2023.[3]

### Critérios de desempate
1. Maior número de vitórias;
2. Maior saldo de gols
3. Maior número de gols a favor;
4. Menor número de cartões vermelhos;
5. Menor número de cartões amarelos;
6. Sorteio.

## Participantes
- O Araucária Esporte Clube conquistou o acesso a vaga à segunda divisão após a desistência do União Beltrão.[4]

- o PSTC irá jogar a temporada de 2023 na cidade de Alvorada do Sul.[5]

## Técnicos
| Equipe           | Técnico                                                              |
| ---------------- | -------------------------------------------------------------------- |
| Andraus          | Claudemir Sturion (1ª fase—semifinal)                                |
| Apucarana Sports | Rafael Andrade (1ª—9ª, primeira fase)                                |
| Araucária        | Edson Neguinho (1ª—5ª) Augusto Fortunato (6ª—9ª, primeira fase)      |
| Grêmio Maringá   | Paulo Cezar Catanoce (1ª—5ª) Joel Preisner (6ª—9ª, primeira fase)    |
| Iguaçu           | Ageu Gonçalves (1ª fase—semifinal)                                   |
| Laranja Mecânica | Rodrigo Casa Grande (1ª—9ª, primeira fase)                           |
| Paraná           | Marcos Skavinski (1ª—5ª) Fahel Júnior (6ª—9ª, primeira fase)         |
| Patriotas        | Pedrinho Maradona (1ª fase—semifinal)                                |
| PSTC             | Reginaldo Vital (1ª fase—semifinal)                                  |
| Toledo           | Zé Maria (1ª—9ª, primeira fase) John Fagundes (6ª—9ª, primeira fase) |

## Primeira fase
A primeira fase iniciou em 29 de abril.

### Classificação
| Pos | Equipes          | Pts | J | V | E | D | GP | GC | SG  | %  | Classificação ou rebaixamento                     |
| --- | ---------------- | --- | - | - | - | - | -- | -- | --- | -- | ------------------------------------------------- |
| 1   | Patriotas        | 21  | 9 | 6 | 3 | 0 | 14 | 5  | +9  | 78 | Classificados para a Semifinal                    |
| 2   | Andraus          | 18  | 9 | 5 | 3 | 1 | 18 | 8  | +10 | 67 | Classificados para a Semifinal                    |
| 3   | Iguaçu           | 16  | 9 | 5 | 1 | 3 | 13 | 9  | +4  | 59 | Classificados para a Semifinal                    |
| 4   | PSTC             | 15  | 9 | 4 | 3 | 2 | 17 | 9  | +8  | 56 | Classificados para a Semifinal                    |
| 5   | Paraná           | 14  | 9 | 3 | 5 | 1 | 14 | 9  | +5  | 52 | Eliminados na Primeira Fase                       |
| 6   | Apucarana Sports | 13  | 9 | 4 | 1 | 4 | 8  | 11 | −3  | 48 | Eliminados na Primeira Fase                       |
| 7   | Laranja Mecânica | 13  | 9 | 3 | 4 | 2 | 12 | 9  | +3  | 48 | Eliminados na Primeira Fase                       |
| 8   | Grêmio Maringá   | 8   | 9 | 2 | 2 | 5 | 9  | 14 | –5  | 30 | Eliminados na Primeira Fase                       |
| 9   | Toledo           | 5   | 9 | 1 | 2 | 6 | 10 | 15 | –5  | 19 | Zona de rebaixamento para a Terceira Divisão 2024 |
| 10  | Araucária        | 0   | 9 | 0 | 0 | 9 | 4  | 30 | –26 | 0  | Zona de rebaixamento para a Terceira Divisão 2024 |

### Confrontos
Para ler a tabela, a linha horizontal representa os jogos da equipe como mandante. A coluna vertical indica os jogos da equipe como visitante.
| Mandante \| Visitante | AND | APU | ARA | GMA | IGU | LAR | PAR | PAT | PST | TOL |
| --------------------- | --- | --- | --- | --- | --- | --- | --- | --- | --- | --- |
| Andraus               | —   | 4–0 |     | 2–0 | 2–1 | 1–1 | 2–2 |     |     |     |
| Apucarana Sports      |     | —   | 3–1 | 2–0 |     |     |     | 0–1 |     | 1–0 |
| Araucária             | 0–2 |     | —   | 0–2 | 1−3 |     |     |     | 1–5 |     |
| Grêmio Maringá        |     |     |     | —   |     | 2–0 |     | 1–2 | 1–3 | 1−1 |
| Iguaçu                |     | 1–1 |     | 3–1 | —   |     | 0–1 | 0–2 |     | 2–1 |
| Laranja Mecânica      |     | 2−0 | 3–0 |     | 0–2 | —   | 1–1 |     | 1–1 |     |
| Paraná                |     | 0–1 | 3–0 | 1–1 |     |     | —   | 2−2 |     | 2–0 |
| Patriotas             | 0–0 |     | 4–1 |     |     | 1–1 |     | —   |     | 1–0 |
| PSTC                  | 3−1 | 2–0 |     |     | 0–1 |     | 2–2 | 0–1 | —   |     |
| Toledo                | 1–4 |     | 5–0 |     |     | 1–3 |     |     | 1–1 | —   |

Em vermelho, os jogos da próxima rodada.
| Vitória do mandante | Vitória do visitante | Empate |

## Fase final
Em itálico, os clubes que mandaram o jogo da volta em casa; em negrito, os classificados.
| Aumento | Equipes promovidas à Série A de 2024 |

|  | Semifinais | Semifinais | Semifinais | Semifinais |   |      | Final | Final | Final | Final |
|  |            |            |            |            |   |      |       |       |       |       |
|  | Patriotas  | 3          | 1          | 4 (3)      |   |      |       |       |       |       |
|  | PSTC       | 2          | 2          | 4 (4)      |   |      |       |       |       |       |
|  | PSTC       | 2          | 2          | 4 (4)      |   | PSTC | 1     | 1     | 2     |       |
|  |            |            |            |            |   | PSTC | 1     | 1     | 2     |       |
|  |            | Andraus    | 2          | 2          | 4 |      |       |       |       |       |
|  | Andraus    | Andraus    | 2          | 2          | 4 | 0    | 3     | 3     |       |       |
|  | Andraus    |            |            |            |   | 0    | 3     | 3     |       |       |
|  | Iguaçu     | 1          | 1          | 2          |   |      |       |       |       |       |

SEMIFINAL
IDA
| 1 de Julho | PSTC                       | 2-3 | Patriotas                                   | Estádio Álvaro Alves, Alvorada do Sul |  |
| 15h00      | 5' Natan Júnior 86' Adrian |     | 13' Luccas 39' Paulo Rogério 97' Lucas Sena |                                       |  |

| 2 de Julho | AA Iguaçu    | 1-0 | Andraus      | Estádio Antiocho Pereira, União da Vitória |  |
| 11h00      | 72' Vandinho |     | {{{golos2}}} |                                            |  |

VOLTA
| 8 de Julho | Andraus                 | 3-1 | AA Iguaçu       | Vila Capanema, Curitiba |  |
| 15h00      | 23',57' Vitor 92' Hiago |     | 9'Ardley Santos |                         |  |

| 9 de Julho | Patriotas  | (3) 1-2 (4) | PSTC                                | Vila Capanema, Curitiba |  |
| 11h00      | 78' Luccas |             | 18' Nathan Júnior 85' Leonardo Cruz |                         |  |

### Final
Ida
| 16 de Julho | PSTC | 1-2 | Andraus | Estádio Álvaro Alves, Alvorada do Sul |  |
| 15h00       | -    |     | -       |                                       |  |

Volta
| 23 de Julho | Andraus | 2-1 | PSTC | Vila Capanema, Curitiba |  |
| 11h00       | -       |     | -    |                         |  |

## Premiação
| Campeonato Paranaense de 2023 - Segunda Divisão |
| ----------------------------------------------- |
| Andraus Campeão (1.º título)                    |

## Classificação geral
| Pos | Equipes          | Pts | J  | V | E | D | GP | GC | SG  | %  | Classificação ou rebaixamento                         |
| --- | ---------------- | --- | -- | - | - | - | -- | -- | --- | -- | ----------------------------------------------------- |
| 1   | Andraus          | 27  | 13 | 8 | 3 | 2 | 24 | 12 | +12 | 69 | Campeão e promovido para a Primeira Divisão 2024      |
| 2   | PSTC             | 18  | 13 | 5 | 3 | 5 | 23 | 17 | +6  | 46 | Vice-campeão e promovido para a Primeira Divisão 2024 |
| 3   | Patriotas        | 24  | 11 | 7 | 3 | 1 | 18 | 9  | +9  | 72 | Eliminados na Semifinal                               |
| 4   | Iguaçu           | 19  | 11 | 6 | 1 | 4 | 15 | 12 | +3  | 57 | Eliminados na Semifinal                               |
| 5   | Paraná           | 14  | 9  | 3 | 5 | 1 | 14 | 9  | +5  | 52 | Eliminados na Primeira Fase                           |
| 6   | Apucarana Sports | 13  | 9  | 4 | 1 | 4 | 8  | 11 | −3  | 48 | Eliminados na Primeira Fase                           |
| 7   | Laranja Mecânica | 13  | 9  | 3 | 4 | 2 | 12 | 9  | +3  | 48 | Eliminados na Primeira Fase                           |
| 8   | Grêmio Maringá   | 8   | 9  | 2 | 2 | 5 | 9  | 14 | –5  | 30 | Eliminados na Primeira Fase                           |
| 9   | Toledo           | 5   | 9  | 1 | 2 | 6 | 10 | 15 | –5  | 19 | Zona de rebaixamento para a Terceira Divisão 2024     |
| 10  | Araucária        | 0   | 9  | 0 | 0 | 9 | 4  | 30 | –26 | 0  | Zona de rebaixamento para a Terceira Divisão 2024     |

## Público

### Maiores Públicos
Estes são os dez maiores públicos pagantes do campeonato, sem considerar as partidas com portões fechados: 
| N.º | Público | Mandante         | Placar | Visitante        | Estádio          | Data        | Rodada    | Ref.   |
| --- | ------- | ---------------- | ------ | ---------------- | ---------------- | ----------- | --------- | ------ |
| 1   | 6 164   | Andraus          | 2–2    | Paraná           | Vila Capanema    | 6 de maio   | 2ª        | [ 7 ]  |
| 2   | 3 702   | Iguaçu           | 0–1    | Paraná           | Antiocho Pereira | 11 de junho | 7ª        | [ 8 ]  |
| 3   | 3 538   | Iguaçu           | 1–0    | Andraus          | Antiocho Pereira | 2 de julho  | Semifinal | [ 9 ]  |
| 4   | 1 939   | Iguaçu           | 0–2    | Patriotas        | Antiocho Pereira | 30 de abril | 1ª        | [ 10 ] |
| 5   | 1 510   | Iguaçu           | 3–1    | Grêmio Maringá   | Antiocho Pereira | 18 de junho | 8ª        | [ 11 ] |
| 6   | 1 225   | Iguaçu           | 1–1    | Apucarana Sports | Antiocho Pereira | 7 de maio   | 2ª        | [ 12 ] |
| 7   | 1 118   | Iguaçu           | 2–1    | Toledo           | Antiocho Pereira | 21 de maio  | 4ª        | [ 13 ] |
| 8   | 904     | PSTC             | 2–3    | Patriotas        | Álvaro Alves     | 1 de julho  | Semifinal | [ 14 ] |
| 9   | 835     | PSTC             | 1–2    | Andraus          | Álvaro Alves     | 16 de julho | Final     | [ 15 ] |
| 10  | 413     | Apucarana Sports | 1–0    | Toledo           | Olímpio Barreto  | 11 de junho | 7ª        | [ 16 ] |

### Menores Públicos
Estes são os dez menores públicos pagantes do campeonato, sem considerar as partidas com portões fechados: 
| N.º | Público | Mandante  | Placar | Visitante        | Estádio           | Data        | Rodada | Ref.   |
| --- | ------- | --------- | ------ | ---------------- | ----------------- | ----------- | ------ | ------ |
| 1   | 4       | Andraus   | 1–1    | Laranja Mecânica | Vila Capanema     | 11 de junho | 7ª     | [ 17 ] |
| 2   | 11      | Andraus   | 4–0    | Apucarana Sports | Vila Capanema     | 17 de junho | 8ª     | [ 18 ] |
| 3   | 22      | Araucária | 0–2    | Grêmio Maringá   | Estádio do Pinhão | 10 de junho | 7ª     | [ 19 ] |
| 4   | 24      | Patriotas | 0–0    | Andraus          | Vila Capanema     | 14 de maio  | 3ª     | [ 20 ] |
| 5   | 29      | Andraus   | 2–0    | Grêmio Maringá   | Vila Capanema     | 29 de abril | 1ª     | [ 21 ] |
| 6   | 36      | Patriotas | 4–1    | Araucária        | Vila Capanema     | 27 de maio  | 5ª     | [ 22 ] |
| 7   | 49      | Araucária | 1–5    | PSTC             | Estádio do Pinhão | 7 de maio   | 2ª     | [ 23 ] |
| 8   | 50      | Toledo    | 1–1    | PSTC             | 14 de Dezembro    | 18 de junho | 8ª     | [ 24 ] |
| 9   | 62      | Patriotas | 1–0    | Toledo           | Vila Capanema     | 7 de maio   | 2ª     | [ 25 ] |
| 10  | 67      | Araucária | 0–2    | Andraus          | Estádio do Pinhão | 21 de maio  | 4ª     | [ 26 ] |